# Loxosceles sonora
Loxosceles sonora là một loài nhện trong họ Sicariidae.
Loài này thuộc chi Loxosceles. Loxosceles sonora được miêu tả năm 1983 bởi Gertsch & Ennik.